# Фридрих I (Нойербург)
Вижте пояснителната страница за други личности с името Фридрих I.
Фридрих I фон Нойербург (на немски: Friedrich I von der Neuerburg; * Нойербург; † 17 март 1258) от странична линия на графовете на Вианден, е господар на Нойербург.

## Произход
Той е син на граф Фридрих III фон Вианден († сл. 1200/1258) и съпругата му Матилда (Мехтилд) фон Нойербург († сл. 1200), дъщеря на граф Албрет I фон Дагсбург или на граф Хайнрих I фон Салм-Лонгенщайн († сл. 1170) и Клеменция фон Дагсбург († 1169). Брат е на граф Хайнрих I фон Вианден († 1252), Зигфрид II фон Вианден († сл. 1242) и Герхард фон Вианден, клерик († 1244).
- Замък Нойербург

## Фамилия
Фридрих I се жени за Цецилия (* ок. 1203; † сл. 1267), дъщеря на Герлах II фон Изенбург-Коберн († 1235) и съпругата му Юта († 1253). Цецилия наследява замък Коберн. Те имат децата:
- Агнес фон Нойербург († сл. 1273), омъжена I. за Гилес цу Родемахерн († 1244), II. ок. 1243 г. за Сойер II фон Буршайт († 24 октомври 1264)
- Фридрих II фон Нойербург-Коберн (* ок. 1220; † 1281), господар на Нойербург и Коберн, женен ок. 1250 г. за Ирмгард (Ерменгарда) фон Еш († сл. 1292)
- Хайнрих, каноник в Кьолн